# Ljudmila Poljanec
Ljudmila Poljanec, slovenska pesnica in dramatičarka, * 6. julij 1874, Brežice, † 26. avgust 1948, Kapelski Vrh.

## Življenje
Po smrti očeta je pri štirih letih prišla na Kapelo, kjer je hodila v ljudsko šolo, kasneje pa nadaljevala šolanje v dekliški šoli v Radgoni (1887–1888). Do 19. leta je vodila domače gospodinjstvo ter nato odšla v samostan v Mariboru (1894–1896). Po dveh letih ga je zapustila in začela obiskovati državno učiteljišče v Ljubljani ter leta 1898 maturirala. Od 1898 do 1899 je služila v ljubljanskem Marijanišču pod vodstvom urednika F. Lampeta, ki jo je učil in spodbujal. Med letoma 1899 in 1920 je poučevala na Kapeli in se pripravljala na licejski izpit. Na dunajski univerzi je med letoma 1908 in 1911 poslušala slavistiko, germanistiko in pedagogiko, a študija zaradi ukinitve dopusta ni dokončala. V času študija se je družila z literarnim zgodovinarjem Francetom Kidričem, Ivanom Prijateljem in s slikarjem Ferdom Veselom. Poljančeva sodi v krog Vide Jeraj, najbolj pa je bila povezana z Antonom Aškercem. Prijateljevala je s Cvetkom Golarjem in pesnico Kristino Šuler. 1920 je v Mariboru opravila izpit za meščansko šolo in bila nameščena na dekliško-meščanski šoli. Leta 1942 se je odselila na Kapelo, kjer je umrla in kjer je pokopana.

## Delo
Ljudmila Poljanec je veliko brala, sledila javnemu življenju in potovala. Veliko časa je preživela na Dunaju, preko Beograda in Sofije obiskala Carigrad ter si ogledala Pariz, Prago in Salzburg. Potovanje po Carigradu je bilo pobuda za nastanek pesmi v ciklu Carigrajske vizije, ki so bile 1908 objavljene v Ljubljanskem zvonu. 
Svoja dela je med letoma 1898 in 1902 objavljala v literarnem mesečniku Dom in svet pod psevdonimoma Posavska in Ljudmila ter v ženskem časopisu Slovenka pod psevdonimi X, Y, Zagorska in Bogomila. Od 1902 do 1905 je objavljala v Slovanu ter v družinskem listu Domači prijatelj. Nato je od leta 1903 šest let pisala za Ljubljanski zvon, ki sta ga urejala Anton Aškerc in Fran Zbašnik ter ji dajala nasvete. Otroške pesmi je objavljala v Angelčku in Zvončku.
Leta 1906 je pri založniku Lavoslavu Schwentnerju izdala pesniško zbirko Poezije. Sestavljajo jo Pesmi in romance, Intemezzo, Ob Adriji in sonetni cikel Epilog. V njej so otožne in melanholične  lirske pesmi, v katerih lirski subjekt izraža svoja čustva in razpoloženja, nekaj pa je tudi epskih ljubezenskih romanc (Mirta, Tam v temnem lesu, Ciganka, Mornarjeva ljubica). Navezujejo se na ljudsko pesništvo in imajo klasično zunanjo formo s tremi ali štirimi kiticami, iz tri- ali štirivrstičnic. V obliki vtisov iz narave kaže impresionistični slog, pogoste so pomanjševalnice, pojavljajo se tujke in prevzete besede. Pesnica rada uporablja barve, zlasti zlato in srebrno.
Leta 1923 je izdala mladinsko božično igro s petjem in deklamacijami Pot k domu, ki so jo uprizorili na različnih krajih. Leta 1926 so izšle mladinske knjižice Zmeraj radostni veseli, Na domačem dvorišču, Naše domače živali in Knjiga s podobami za mladino. Med dramska besedila spadata Orač na Topoli in Mati (1930), tri lirsko-dramatske slike, ki jih je uglasbil Vasilij Mirk. Dramatizirala je Krst pri Savici. Leta 1897 je v boju proti romantičnemu idealizmu za revijo Slovenka napisala negativno oceno romana Slučaji usode pisateljice Pavline Pajk.
Ljudmila Poljanec je zaslužna za prvo zabeleženo pričevanje lezbične tematike v slovenski poeziji, ki jo najdemo v njeni pesniški Poezije, v razdelku Ob Adriji, ki zajema deset pesmi in pa cikel Baronesi Sonji, ki naj bi bile posvečene ruski plemkinji Sonji Knoop, ki jo je srečala v Opatiji, takrat mondenem avstro-ogrskem obmorskem letovišču. Te vsebine je pokazala kolegu Antonu Aškrcu, ki je do nje gojil poseben odnos in jo celo poskusil zasnubiti. Lezbične vsebine so ga tako zelo šokirale, da je v enem od svojih zapisov dejal: "Kako se morete zaljubiti v žensko, meni pa moški nikoli niso všeč!"

### Poezija
- Poezije, 1906 dLib
- Carigrajske vizije, 1908 dLib

### Dramatika
- Pot k domu, 1923 (COBISS)
- Mati, 1930 (COBISS)
- Orač na Topoli (COBISS)
- dramatizacija Krsta pri Savici (France Prešeren)

### Mladinska dela
- Zmeraj radostni veseli, 1926
- Na domačem dvorišču, 1926
- Naše domače živali, 1926
- Knjiga s podobami za mladino, 1926